# Elne
Elne (in catalano: Elna, così come in italiano, desueto) è un comune francese di 7 778 abitanti situato nel dipartimento dei Pirenei Orientali, nella regione dell'Occitania.

## Geografia fisica

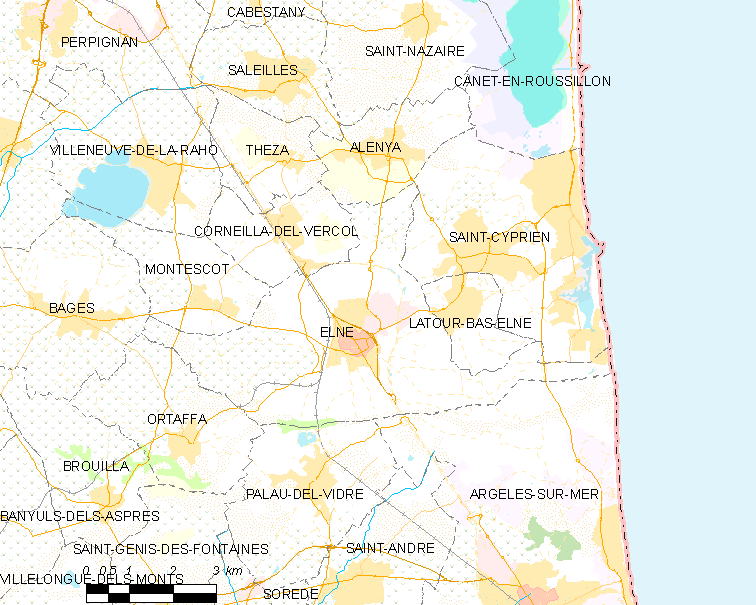
Posizione di Elne

## Società

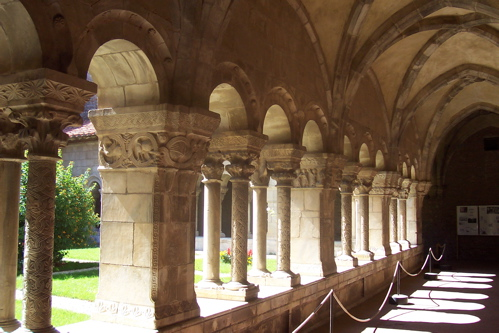
Il chiostro di Elne, galleria Nord

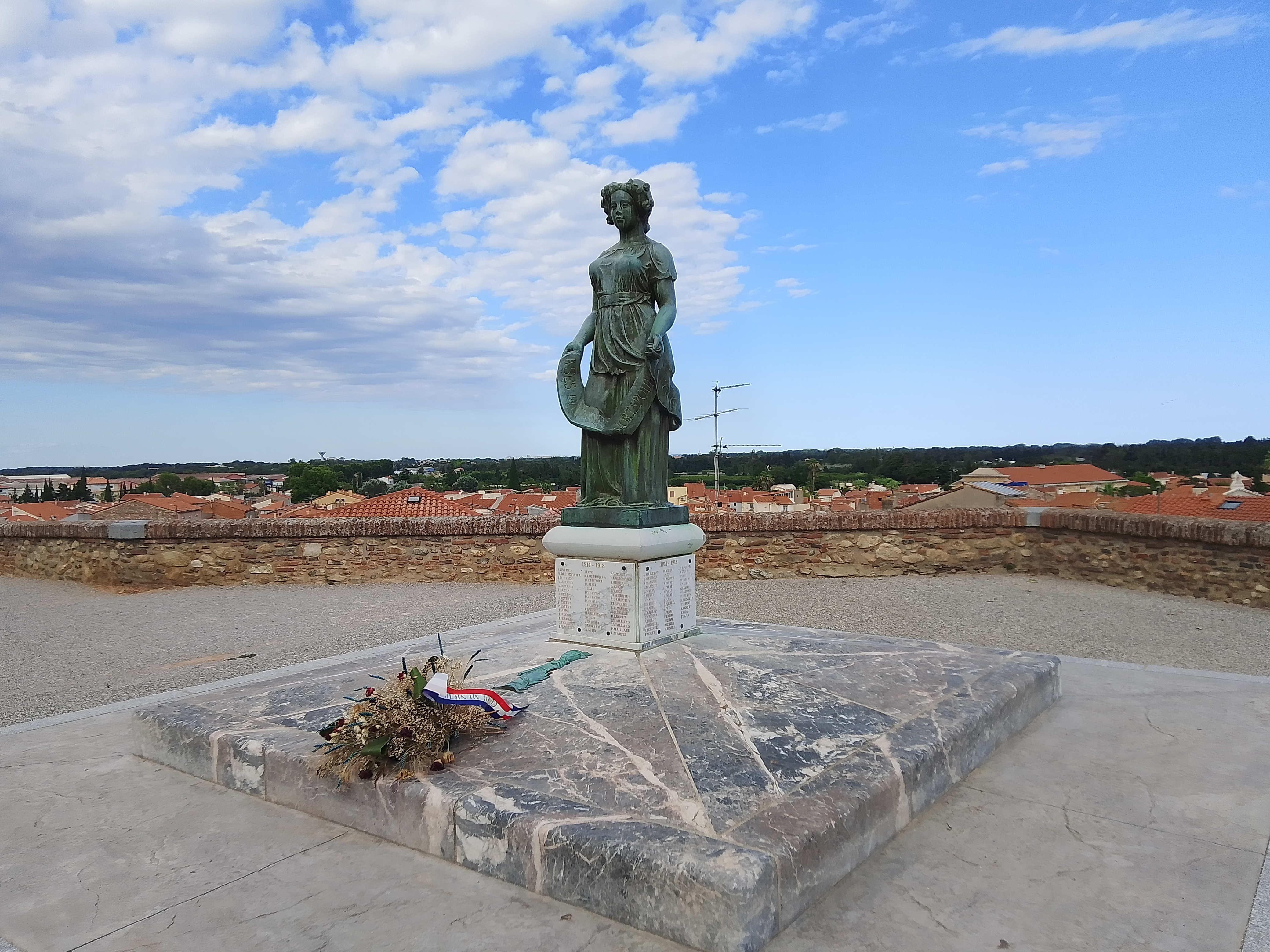
Monumento ai caduti di Aristide Maillol

### Evoluzione demografica
Abitanti censiti